# (1800) Aguilar
(1800) Aguilar es un asteroide perteneciente al cinturón de asteroides descubierto por Miguel Itzigsohn el 12 de septiembre de 1950 desde el Observatorio Astronómico de La Plata, Argentina.

## Designación y nombre
Aguilar recibió inicialmente la designación de 1950 RJ.
Posteriormente se nombró en honor del astrónomo argentino Félix Aguilar (1884-1943).

## Características orbitales
Aguilar está situado a una distancia media del Sol de 2,357 ua, pudiendo acercarse hasta 2,035 ua. Tiene una inclinación orbital de 5,79° y una excentricidad de 0,1364. Emplea en completar una órbita alrededor del Sol 1322 días.